# Harry Garms
Harry Garms (* 20. Oktober 1903 in Hamburg-Cranz; † 1987) war ein deutscher Biologe und Didaktiker der Biologie. Er ist für Biologie-Schulbücher bekannt.
Garms war der Sohn eines Fischers und besuchte das Lehrerseminar in Stade mit der 1. Lehrerprüfung 1925. Danach holte er das Abitur in Schleswig nach und studierte Biologie an der Universität Hamburg mit der Promotion 1930 mit Auszeichnung (Untersuchungen über Wundheilung an Früchten). Er unterrichtete danach an der Wichernschule, an der er 1936 eine volle Stelle erhielt. Zum 1. Mai 1933 trat er in die NSDAP ein (Mitgliedsnummer 3.031.432) und war aktiv im Nationalsozialistischen Lehrerbund, als Leiter der Biologie in der Gaufachschaft II (Höhere Schulen). 1937 wurde er Dozent für Biologie an der Hochschule für Lehrerbildung in Hamburg (endgültige Anstellung 1939). Er publizierte über Vererbungslehre und Rassenkunde im nationalsozialistischen Sinn und hielt darüber Vorträge. 1945 von den Briten aus dem öffentlichen Dienst entlassen, gelang ihm 1948 die Wiedereinstellung als Beamter. Er wurde durch Biologie-Lehrbücher bekannt und 1957 Oberstudienrat. 1965 wurde er aus Gesundheitsgründen vorzeitig pensioniert.
Er war seit 1930 verheiratet und hatte drei Kinder.
Als Verantwortlicher für Lehrerausbildung in Biologie (er war Dozent am Institut für Lehrerfortbildung) prüfte er unter anderem Loki Schmidt in Hamburg.

## Schriften
- Pflanzen und Tiere Europas. Ein Bestimmungsbuch, Westermann 1963, 6. Auflage mit Wilhelm Eigener 1995 als Westermann Lexikon Pflanzen und Tiere Europas
- Fauna Europas: ein Bestimmungslexikon. dtv, 1982, ISBN 3-14-150941-7.
- Lebendige Welt, Westermann 1958 und öfter
- Die Natur, Westermann 3 Bände, 1956
- Biologisches Unterrichtswerk, 4 Bände, Westermann 1953
- Pflanzen- und Tierkunde, Westermann 1949